# Willa Fitzgerald
Willa Fitzgerald, född 17 januari 1991 i Nashville, Tennessee, är en amerikansk skådespelare.
Fitzgerald har bland annat medverkat i TV-serierna Scream (2015–2016), Dare Me (2019–2020), Reacher år 2022 och The Fall of the House of Usher år 2023.

## Filmografi (i urval)
- 2015–2016: Scream
- 2019–2020: Dare Me
- 2022: Reacher
- 2023: The Fall of the House of Usher
- 2023: Desperation Road
- 2023 – Strange Darling
- 2024 – Relay
- 2025 – Pulse (TV-serie)
- 2025 – A House of Dynamite